# Çinarlı
Çinarlı (lub Chinarly) – miejscowość i gmina w rejonie Qax w Azerbejdżanie. Liczba ludności wynosi 415.